# Bledius atricapillus
Bledius atricapillus är en skalbaggsart som först beskrevs av Ernst Friedrich Germar 1825.  Bledius atricapillus ingår i släktet Bledius, och familjen kortvingar. Enligt den svenska rödlistan är arten sårbar i Sverige. Arten förekommer i Götaland. Artens livsmiljö är havsstränder, våtmarker, stadsmiljö.